# کتابخانه (رایانش)
کتابخانه (به انگلیسی: Library)، در رایانش و برنامه‌نویسی، یک کتابخانه مجموعه‌ای از زیر برنامه‌ها و توابع است که در تولید نرم‌افزار می‌توان استفاده کرد. وقتی برنامه‌ای می‌نویسید، می‌توانید از توابعی که قبلاً نوشته شده و در قالب کتاب‌خانه‌ها در دسترسند استفاده کنید. برای مثال توابع ریاضی مانند سینوس، لگاریتم و… در «کتابخانه ریاضی» تعریف شده‌اند و ما می‌توانیم مستقیماً از آن‌ها استفاده کنیم.

## انواع کتابخانه
کتابخانه استاتیک

## استفاده از کتابخانه
گنو/لینوکس